# Rusty Lake Paradise
Rusty Lake: Paradise (с англ. — «Ржавое озеро: Рай») — компьютерная игра в жанре point-and-click-квеста, разработанная и изданная студией Rusty Lake в 2018 году для Windows, Macintosh, Android и iOS.

## Оценки
| Иноязычные издания | Иноязычные издания |
| Издание            | Оценка             |
| ------------------ | ------------------ |
| Everyeye.it        | 75/100             |
| PC World           | [ 3 ]              |
| Pocket Gamer UK    | [ 4 ]              |
| TouchArcade        | [ 5 ]              |

Игра получила положительные отзывы.
Хайден Дигман с сайта PC World отметил, что Paradise из трилогии Rusty Lake ему понравилась меньше всего, но она достаточно уникальна, чтобы рекомендовать её к покупке. Редактор сайта Pocket Gamer Эндрю Фрец заявил, что игра является отличным продолжением серии, но хорошо подходит и для ознакомления с ней.